# (7868) Barker
(7868) Barker (1984 UX2) – planetoida z grupy pasa głównego asteroid okrążająca Słońce w ciągu 4 lat i 146 dni w średniej odległości 2,68 j.a. Została odkryta 26 października 1984 roku.